# 尖齿赤车
尖齿赤车（学名：Pellionia acutidentata）为荨麻科赤车属下的一个种。

## 扩展阅读
- 維基物種上的相關：尖齿赤车